# Ice Planet
Ice Planet (Planeta de gheață) este un film SF canadian din 2003. A fost produs ca un episod-pilot pentru un viitor serial de televiziune. Pelicula este regizată de Winrich Kolbe, iar  Wes Studi interpretează rolul Comandorului Trager.

## Prezentare
Acțiunea filmului are loc la cca. treizeci de ani după ce un război devastator între Uniune și Consorțiu a dus la moartea a 10% din populația Pământului. Colonia spațială Newton 5 este brusc atacată de o uriașă navă spațială extraterestră, care duce la moartea a 200.000 de oameni. Navă extraterestră începe apoi să anihileze o bază militară de pe luna planetei Jupiter, Io. Comandantul bazei Noe Trager împreună cu cadeții proaspăt absolvenți reușesc să scape cu o navă de cercetare aflată în apropiere, "Magellan", care era comandată de profesorul Karteez Rumla. Rumla (încurajat de către senatorul Jeremy Uvan care se afla în baza militară) insistă asupra faptului ca Magellan să-și continue misiunea sa inițial secretă, mai degrabă decât să se întoarcă pe Pământ pentru a-l apăra. Urmăriți de nava extraterestră, refugiații stabilesc cursul către secțiunea 9 în spațiu - destinația originală a lui Magellan, dar nava de cercetare dintr-o dată este scoasă din hiperspațiu de un fenomen spațial necunoscut. După ce a călătorit prin spațiul interstelar, nava este atrasă spre o planetă de gheață neidentificată unde va ateriza automat într-un crater. Planeta are o atmosferă respirabilă și o gravitație ca cea a Pământului, dar există un câmp necunoscut de forță care-i ține pe planetă pe Magellan și pe cei 1426 de refugiați de la bordul său. Orbita planetei este, de asemenea, foarte neobișnuită, fiind asemănătoare cu cea a unei nave spațiale decât cu a unei planete. Planeta de gheață pe care se află este situată atât de departe de Pământ, încât nici galaxia Andromeda nu este vizibilă pe cer. Magellan este blocat, iar echipajul acesteia își dă seama că este imposibil să se mai întoarcă pe Pământ.
Rumla dezvăluie echipajului uimit că în urmă cu șase ani, un meteor s-a prăbușit lângă Sumatra. Meteorul conținea un cristal foarte rezistent la căldură și extrem de vechi, denumit "ICE-13" de cercetătorii tereștri, care au descoperit informații codificate în structura cristalină. Profesorul Rumla a reușit să spargă codul și a descoperit că acesta conține informații exacte pentru construirea unei nave spațiale avansate. Cristalul mai conținea coordonatele spațiale ale sectorului 9, precum și avertismente teribile despre un pericol nedefinit din spațiul cosmic, astfel încât s-a luat decizia de a se construi nava Magellan pentru a se descoperi sursa meteoritului. Misiunea a fost ținută secretă față de public, deși conducerea Uniunii a fost informată cu privire la pericolul necunoscut.
Echipajul de pe Magellan începe curând să exploreze împrejurimile. O echipă la sol descoperă o vastă rețea subterană de energie cu o sursă de alimentare situată la aproximativ 500 de kilometri de navă. Între timp, pe orbită, în jurul planetei de gheață, două navete de recunoaștere lansate de către Magellan sunt atacate și distruse de către aceeași enormă navă extraterestră care a distrus Newton 5 și baza militară de pe satelitul Io. Un pilot reușește să se ejecteze în atmosfera planetei. O echipă de salvare de pe Magellan, încercând să-l localizeze, descoperă o peșteră artificială în care se află sursa de alimentare. Un trib nativ american numit "Inaku" trăiește acolo și nu este clar cum a ajuns la miliarde de ani lumină de Pământ. În cele din urmă, este descoperit un ciudat organism cristalin și strălucitor având înfățișarea unui copac. După analiza unui mic eșantion de țesut oamenii află că acesta conține mari cantități de informații codificate despre civilizațiile Pământului, inclusiv zeci de limbi dispărute, printre care aramaic și sumeriana.
Înapoi pe Magellan, o formă de viață extraterestră invadează brusc nava. Este dezvăluit faptul că planeta de gheață este un fel de paradis sigur pentru o inteligență extraterestră, dar a fost descoperită de către "Zedoni", aceeași rasă ostilă care a lansat enorma navă spațială care a atacat colonia Newton 5. Refugiații extratereștri au transportat în mod deliberat Magellan în timp și spațiu într-un scop necunoscut. Extratereștrii le prezintă oamenilor o viziune a Pământului ars și transformat în cenușă, dar nu este clar dacă imaginea este din prezent sau din viitor ("trebuie să jucați rolul vostru", le spune extraterestrul). Filmul se termină în timp ce planeta de gheață este transportată printr-o altă fisură a spațiu-timpului într-un sistem stelar diferit având aceleași patru luni văzute anterior într-o viziune de către profesorul Rumla.

## Serial TV
Un serial TV omonim (Ice Planet) cu Michael Ironside a fost anunțat în anul 2005 de către CHUM Limited.  Productia serialului a fost de mai multe ori amânată și încă nu a început.
Acest serial trebuia să prezintă faptele amiralului Noah Trager, însoțit de fiica sa și de obsesiile sale privind uciderea misterioasă a soției sale, care conduce o expediție militaro-științifică de recuperare a unui obiect extraterestru de pe o planetă de gheață. The concept was created by German television producer and show host Hendrik Hey.
Companiile producătoare sunt SpaceWorks Entertainment Inc. (Canada) și Circles & Lines GmbH (Germania). Canalul german RTL II a achiziționat drepturile de transmisie ale serialului, chiar dacă lucrul la acesta nu a început.

## Distribuție
- Reiner Schöne este Senator Jeremy Uvan
- Sab Shimono este Karteez Rumla
- James O'Shea este Jaques Caano
- Valeriy Nikolaev este Nikolai Blade (ca Valera Nikolaev)
- Rae Baker este Shinada
- Amber Willenborg este Jeleca Uvan
- Anna Brüggemann este Eleni (ca Anna Brueggeman)
- Gregory Millar este Charles Elchanan Nickels
- Wes Studi este Commander Trager
- Xavier Anderson este Duty Officer
- Shellye Broughton este Renata Kaylar
- Jaymes Butler este Dyomo Malvai
- Stephanie Coker este Exotic Chanteuse
- Martin Falk este Culp
- Florian David Fitz este Sam Rainsey (ca Florian Fitz jr.)